# Juno (rymdsond)
För andra betydelser, se Juno (olika betydelser).

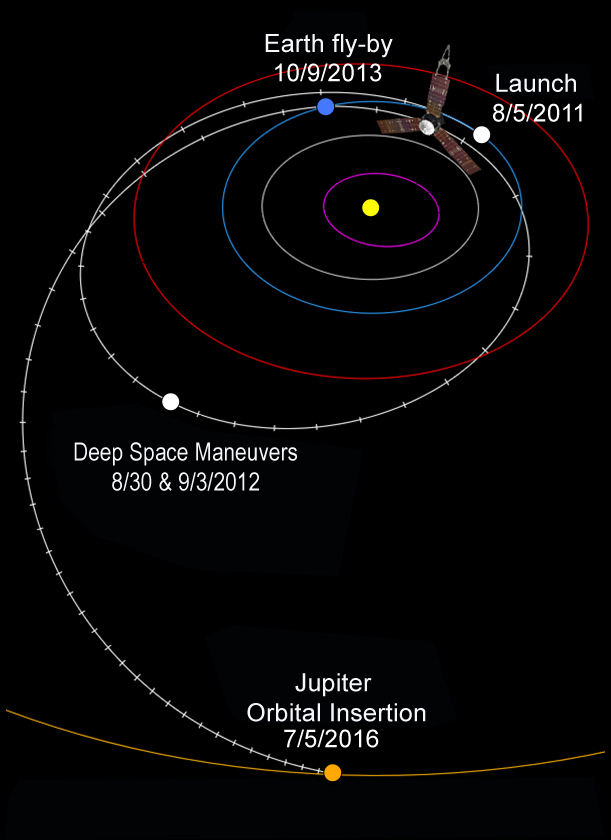
Junos väg mot Jupiter

Juno är en rymdsond från NASA som sköts upp den 5 augusti 2011 för att gå in i bana runt Jupiter. Rymdsonden inträdde i sin bana runt planetens poler 5 juli 2016 för att studera dess magnetiska fält. Juno kommer också att leta efter bevis för att Jupiter har en stenkärna och utforska hur mycket vatten som finns i atmosfären. Den kommer även att studera Jupiters vindar,som kan nå hastigheter upp till 600 km/h.
Juno är den första sonden till Jupiter som strömförsörjs av solenergi i stället för radioisotopgeneratorer. Senare tiders framsteg i solcellsteknik har möjliggjort användandet av solpaneler även vid Jupiter, där solljusets intensitet är c:a 4% av den vid Jorden. Samtidigt har produktionen av den i radioisotopgeneratorer använda isotopen, 238Pu nästan upphört.
I maj 2017 presenterades data från de första närgångna observationer som sonden gjorde i augusti 2016. På bilderna syns bland annat väldiga fält, som antas vara cykloner, och att ammoniak väller upp från planetens inre och bildar gigantiska vädersystem uppe vid ytan.
Den har fått sitt namn efter den romerska gudinnan Juno.

## Uppdrag
Juno, som sköts upp den 5 augusti 2011, är en rymdsond i New Frontiers-programmet. Juno passerade jorden på sin väg till Jupiter för att öka hastigheten, en så kallad gravitationsslunga. Denna förbiflygning gjordes i oktober 2013, två år efter uppskjutningen. När Juno anlände till Jupiter den 5 juli 2016, ungefär fem år efter uppskjutningen, tände rymdsonden sin raketmotor för att minska hastigheten tillräckligt mycket för att lägga sig i omloppsbana runt Jupiter. Rymdsonden kommer att kretsa runt Jupiter i en polär bana med en omloppstid av omkring 11 dagar. Uppdraget kommer att vara slutfört 2017, efter att sonden har kretsat 32 varv. Därefter kommer raketmotorn att användas en sista gång för att styra in sonden i Jupiters atmosfär för att förstöras. Dataanalyser kommer att pågå under 2018.

### Instrumentering
Ombord finns en mängd vetenskapliga instrument:
- Mikrovågsradiometer (Microwave Radiometer, MWR)

Instrumentet kommer att undersöka Jupiters atmosfär i radiovåglängder från 1,3 cm till 50 cm. Data från instrumentet kommer att kunna ge en bättre bild av Jupiters inre och hur mycket energi som strålar ut från planeten.
- Infraröd kartläggning av Jupiters aurora (Jovian Infrared Auroral Mapper, JIRAM)

JIRAM kommer att mäta utstrålad värmeenergi (våglängder mellan 2 och 5 μm) i de övre lagren av atmosfären ner till ett djup av 5 till 7 bar.
- Fluxgatemagnetometer (Fluxgate Magnetometer, FGM)

Instrumentet kommer att ha tre mål - kartläggning av Jupiters magnetfält, information om planetens inre, samt att bestämma den tredimensionella strukturen hos magnetosfären vid polerna.
- Avancerad stjärnkompass (Advanced Stellar Compass, ASC)

Instrumentet kommer att likt en GPS kunna användas för precisa positionsbestämningar runt Jupiter, och således tillåta noggranna kartläggningar.
- Distributionsexperiment för Jupiters aurora (Jovian Auroral Distribution Experiment, JADE)

Instrumentet kommer att ge information om partikeldistribution och energier i magnetosfärerna runt Jupiters poler.
- Detektering av högenergipartiklar (Jovian Energetic Particle Detector Instrument, JEDI)

JEDI kommer att mäta distributionen av väte, helium, syre, svavel och joner i magnetosfärerna runt Jupiter poler.
- Sensor för radio- och plasmavågor (Radio and Plasma Wave Sensor, WAVES)

Genom att mäta radio och plasmavågor runt Jupiters poler kan WAVES identifiera de områden som utgör radiokällor.
- Ultraviolett spektrograf (Ultraviolet Imaging Spectrograph, UVS)

Varje gång rymdsonden roterar kommer instrumentets slits att detektera egenskaper hos utstrålade ultravioletta fotoner.
- JunoCam (JCM)

Detta är en vanlig kamera som kommer att fotografera planeten i synligt ljus. Den beräknas inte kunna användas mer än 7 varv runt Jupiter eftersom strålning och det kraftiga magnetfältet kommer att påverka den negativt.

## Last
Ombord finns det tre Legofigurer föreställande Jupiter, Juno och Galileo. Figurerna tillverkades av aluminium och väger 10 gram per figur.

## Trivia
Juno to Jupiter är det sista studioalbumet av den grekiske musikern och kompositören Vangelis, släppt den 24 september 2021 av Decca Records. Efter Mythodea (2001) var det hans andra album inspirerat av NASAs rymdprogram.

### Fotnoter
1. ↑  ”NASA Space Science Data Coordinated Archive” (på engelska). NASA. https://nssdc.gsfc.nasa.gov/nmc/spacecraft/display.action?id=2011-040A. Läst 1 april 2020.
2. ↑  Lena Winquist (5 juli 2016). ”Avgörande ögonblick i rymden - Sonden Juno i omloppsbana kring Jupiter”. https://svenska.yle.fi/artikel/2016/07/05/avgorande-ogonblick-i-rymden-sonden-juno-i-omloppsbana-kring-jupiter. Läst 5 juli 2016.
3. ↑  Johansson, Roland. Nu börjar Jupiters hemligheter att avslöjas. Metro. 26 maj 2017. Sidan 8.
4. ↑  Juno probe heads for Jupiter from Cape Canaveral, BBC den 5 augusti 2011.
5. ↑  Legofigurer ombord Juno